# Маяк Ки-Уэст
Маяк Ки-Уэст (англ. Key West lighthouse) — маяк, расположенный в Ки-Уэст, штат Флорида. Первый маяк Ки-Уэст был высотой 20 метров и был построен в 1825 году. В нём было 15 ламп в 15-дюймовых рефлекторах.
Первый смотритель маяка, Майкл Мобрити, умер в 1832 году, и его вдова, Барбара (англ.), стала смотрительницей маяка, прослужив на этой должности в течение 32 лет. Великий гаванский ураган (англ.) уничтожил маяк в 1846 году; военный корабль США USS Morris (англ.), который потерпел крушение во время шторма, сообщил, что «там, где стоял маяк Ки-Уэст, находится белый песчаный пляж». Барбара Мобрити выжила, но четырнадцать человек, которые нашли убежище в башне маяка, погибли, в том числе семь членов её семьи. (Тот же ураган разрушил маяк Сэнд-Ки (англ.) в 13 км, в нём погибло шесть человек, в том числе смотрительница Ребекка Флаэрти, ещё одна вдова предыдущего хранителя.) Барбара Мобрити продолжала служить смотрительницей маяка Ки-Уэст до начала 1860-х, когда была уволена в возрасте 82 лет за выступления против союзников (Ки-Уэст оставался под контролем союзников на протяжении всей Гражданской войны).
Поскольку оба маяка на Ки-Уэст были уничтожены ураганом в 1846 году, был приобретён и переоборудован корабль «Хани», который служил в качестве маяка Сэнд-Ки, пока шло строительство полноценного нового маяка. Из-за попыток реорганизовать Совет маяков (англ.) Конгресс не спешил выделять соответствующие средства для строительства новых маяков. Новая башня маяка Ки-Уэст была построена в 1849 году. Её высота достигала 20 метров, и с 13 лампами в 21-дюймовых отражателях новый маяк стоял на земле на высоте 4,6 метра над уровнем моря. В 1858 году маяк получил линзу Френеля третьего порядка. В 1873 году фонарь был заменён (он был повреждён в результате урагана в 1866 году), что добавило ещё 1 метр к высоте башни. Высокие здания и деревья в Ки-Уэсте стали загораживать свет, и в 1894 году башню подняли на 6,1 м, размещение света оказалось на 30 метрах над уровнем моря.
После того, как береговая охрана списала маяк Ки-Уэст в 1969 году, он был передан округу Монро, который в свою очередь передал его Обществу истории и искусств Ки-Уэст. Общество руководит маяком и связанными с ним зданиями, такими, как маяк Ки-Уэст и Дом-музей смотрителей. На выставке в музее находится линза Френеля первого порядка, стоявшая в маяке Сомбреро-Ки (англ.).